# Castel di Casio
Castel di Casio é uma comuna italiana da região da Emília-Romanha, província de Bolonha, com cerca de 3.170 habitantes. Estende-se por uma área de 47 km², tendo uma densidade populacional de 67 hab/km². Faz fronteira com Camugnano, Gaggio Montano, Granaglione, Grizzana Morandi, Porretta Terme, Sambuca Pistoiese (PT).

## Demografia
| Variação demográfica do município entre 1861 e 2011                               |
|                                                                                   |
| Fonte: Istituto Nazionale di Statistica (ISTAT) - Elaboração gráfica da Wikipedia |